# Benno Sterzenbach
Benno Sterzenbach, född 3 mars 1916 i Osnabrück, Niedersachsen, död 13 september 1985 i Feldafing, Bayern, var en tysk skådespelare och regissör. Han var verksam i Västtyskland men medverkade även i en del internationella filmer. 
Han blev känd i Sverige för rollen som Polisen i På rymmen med Pippi Långstrump och som Major Achbach i Den stora kalabaliken.